# Ban Non Wat
Ban Non Wat (thailändisch บ้านโนนวัด) ist eine Ortschaft in Mu 11 der Gemeinde (Tambon) Phon Songkhram im Landkreis (Amphoe) Non Sung, Provinz Nakhon Ratchasima, nahe der kleinen Stadt Phimai. 
Ban Non Wat ist ein von einem Graben umgebener archäologischer Fundplatz im Einzugsgebiet des Mae Nam Mun (Mun-Fluss) auf dem Khorat-Plateau von etwa 892 m² Fläche, an dem seit dem Jahr 2002 unter der Leitung von Charles Higham, heute von Nigel Chang vom Earthwatch-Institut finanzierte Ausgrabungen stattfinden. Die Fundobjekte und die Umstände gehen bis auf das Neolithikum, die Bronzezeit und die Eisenzeit zurück. Man fand ein prähistorisches Zentrum der Kupfergewinnung. Insbesondere werden die 637 Gräber untersucht, die eine Menge an Artefakten enthalten. Man nimmt an, dass die Gegend seit etwa 3000 Jahren durchgängig bewohnt wird (Higham, 2009).
Nach neueren Erkenntnissen begann die Herstellung von Bronze als kurzer kultureller Ausbruch um etwa 1000 v. Chr. Anschließend nahm die Bevölkerung in der Umgegend offenbar massiv zu. In der frühen Eisenzeit wurde in großem Stil Salz gewonnen. Gleichzeitig entstanden soziale Spannungen, was man an der aufkommenden Produktion von Eisenwaffen und der Konstruktion von Wällen und Gräben um die Siedlungen. Diese Faktoren führten schließlich zur raschen Bildung früher südostasiatischer Staaten im 4. und 5. Jahrhundert.
Die umliegenden Reisfelder sind sehr wahrscheinlich seit tausenden von Jahren künstlich bewässert. Viele der Fundstücke deuten auf die Kultur der Khmer hin, was nicht weiter verwundert, da der Ort nahe an der alten Überlandverbindung des Khmer-Reiches nach Westen zum Mae Nam Chao Phraya liegt und durch das Tal des Mae Nam Mun eine gute Anbindung an den Mekong bietet. 
In der Nähe liegt der archäologisch ebenfalls bedeutende Ort Ban Prasat.